# Datsun Sports
O Sports  é um roadster compacto da marca Datsun.
```
A Datsun é uma tradicional fabricante japonesa de automóveis populares[1],a marca Datsun surgiu em 1933 a partir do modelo Datson, lançado em 1931 e fabricado pela Tobata Casting, empresa então controladora da Nissan,teve suas atividades comerciais absorvidas pela fabricante Nissan em 1933. A Datsun foi retirada do mercado em 1983.
```